# Gene Jefferson
Walter „Gene“ Jefferson (* 1930 oder 1931; † 16. Oktober 2019 in Brooklyn) war ein US-amerikanischer Jazzmusiker (Saxophon, Klarinette, Flöte).

## Leben und Wirken
Jefferson stammte ursprünglich aus Panama und kam Anfang der 1960er-Jahre zusammen mit dem Saxophonisten und Flötisten Mauricio Smith nach New York. Nach kurzem war er in der afro-kubanischen und anderen lateinamerikanischen Musikszenen aktiv. Er konnte neben Blues und Jazz-Saxophon auch authentische kubanische Charanga-Flöte und dominikanische Merengue spielen. Er war Tenorsaxophonist im Orchester des Sängers Tito Rodríguez, zu hören auf Carnaval de las Americas. Neben seiner Arbeit bei Tito Rodriguez gehörte er dem Ray Charles Orchester, dem Marcelino Guerra Orchester, den Collective Black Artists, der Saxofonica von Orlando Marin und der Kari-B3 von Benjamin Lapidus an; außerdem spielte er mit Charlie Palmieri, Louis Ramirez und Arsenio Rodríguez. Des Weiteren war er auch in den 1960er und 1970er Jahren Mitglied der Haus-Band des Apollo Theater. 1982 war er in der Bläser-Sektion bei Arrows Originalaufnahme von „Hot, Hot, Hot“, einem Soca/Calypso-Stück, das zu einem weltweiten Megahit wurde. Für 39 Jahre war er Mitglied der Band Bobby Sanabrias Ascensión, zu hören auf den Alben ¡New York City Aché! und dem für den Grammy nominierten Big-Band-Album Live & In Clave!!!, das im Jahr 2000 veröffentlicht wurde. Im Rahmen seiner Arbeit bei Sanabria wirkte er auch bei Roswell Rudds Album Roswell Rudd & Yomo Toro with Bobby Sanabria & Ascension  (2003) mit; im Bereich des Jazz war er laut Tom Lord zwischen 1993 und 2011 an 12 Aufnahmesessions beteiligt, auch mit Benjamin Lapidus.